# Aud Sjökvist
Aud Sjökvist, född 8 september 1951 i Nyborg i Danmark, är en svensk jurist och ämbetsman.
Aud Sjökvist växte upp i Danmark. Hon utbildade sig först på lärarhögskola och från mitten av 1970-talet till sekreterare i Sverige. Hon arbetade därefter inom privata företag, bland annat på Hässle som läkemedelssäljare och som utredningssekreterare på företaget Läkemedelsstatistik AB. Hon utbildade sig sedan till jurist vid Stockholms universitet 1990-94 och var anställd i Kammarrätten i Stockholm från 1996, från 2002 som domare.
Hon tillträdde som generaldirektör och ordförande för Hälso- och sjukvårdens ansvarsnämnd på ett sexårsförordnande i februari 2009. Nämnden omorganiserades till en nämndmyndighet 2011 med administrationen skött av Socialstyrelsen.  Aud Sjökvist var fortsatt ordförande i Hälso- och sjukvårdens ansvarsnämnd, men som generaldirektör placerad på Socialdepartementet.
Hon utsågs av regeringen den 14 augusti 2014 att utreda hanteringen av Skogsbranden i Västmanland 2014 för att dra lärdomar om bland annat krisberedskap.